# 諾克斯維爾 (密蘇里州)
諾克斯維爾（英語：Knoxville）是位於美國密蘇里州雷縣的非建制地區。

## 歷史
諾克斯維爾的郵局於1838年設立，其後於1904年停運。

## 地理
諾克斯維爾所處的海拔為高於海平面295米（即968英呎），而該地所採用的時區為UTC-6，即北美中部時區（CST）。同時該地設有夏令時間，為UTC-6調快一小時，即UTC-5（CDT）。